# Ranjani & Gayatri
Ranjani y Gayatri es un dúo de hermanas cantantes y violinistas de música carnática de la India.

## Biografía
Ranjani y Gayatri nacieron en Mumbai, hijas de N. Balasubramanian y Meenakshi (también vocalista carnática). Pertenecientes a una familia Palakkad Iyer, que profundamente estaba involucrada en la música clásica. Los talentos de Ranjani y Gayatri, fueron descubiertos a una edad muy temprana. Ellas comenzaron a adquirir una formación en violín, cuando contaban entre nueve y seis años de edad respectivamente.

## En violín
Comenzaron su viaje musical como violinistas iantes de llegar a la adolescencia, y se hicieron un nombre por ser unas de las violinistas líderes de su generación, actuando en las principales sabhas (organizaciones musicales) de todo el país y el extranjero. Además de tocar como dúo de violín, también han actuado junto con leyendas musicales como D.K.Pattammal,  M Balamuralikrishna, T. Vishwanathan y otros músicos populares de la generación actual. Su experiencia y entrenamiento como violinistas que sensibilizaron su conciencia musical hacia la precisión y el sonido puro les da a su música vocal una profundidad y redondez que es única.

## En el canto
Las hermanas han dado conciertos vocales desde 1997, después de convertirse en estudiantes de Padma Bhushan Sangeeta Kala Acharya P. S. Narayanaswamy.
Ranjani y Gayatri, a través de sus conciertos en toda la India y en los principales festivales internacionales, han rejuvenecido el interés en la música clásica carnática en todo el mundo. A través de sus canciones en idiomas que incluyen sánscrito, telugu, tamil, kannada, malayalam, hindi, marathi y gujarati, las hermanas ponen de manifiesto los muchos sabores y la rica herencia cultural y lingüística de la India, a través del idioma de la música carnática.

## Premios
- Sanskriti Award,[2]
- Kalki Krishnamurthi Memorial Award[1]
- Yogam Narayana Swamy Award
- National Eminence Award[1]
- Título of Isai Peroli de Kartik Fine Arts, Chennai in Dec 2005.
- Dr. M.L. Vasanthakumari Endowment Award, por CMANA.
- Sarada Krishna Iyer Memorial Award
- T.S.Sabesa and Thanjavur Ponniah Pillai Award for Viruttam/Sloka singing from The Music Academy, Chennai.
- First Prize en el All India Radio National Competition for Violin.
- Título  Sangeeta Shanmukha Mani conferido por Shanmukhananada Fine Arts y Sangeeta Vidyalaya, Mumbai.
- Outstanding Violinists Award por 4 años consecutivos por Music Academy, Chennai.

## Discografía
- Kurinji Malar (Live Concert)
- Anandam – Journey Into Bliss
- Un Thiruvadi Charanam (Live Concert)
- Paramaanandam
- Pravaaham
- Rama Bhakti
- December Season 2001 Kutcheri (Live Concert)
- Madrasil Margazhi 2003 (Live Concert)
- Madrasil Margazhi 2004 (Live Concert)
- Madrasil Margazhi 2005 (Live Concert)
- Madrasil Margazhi 2006 (Live Concert)
- Madhuryam – Violin Duet
- Dual Harmony
- The Awakening
- Thendral
- Samaanam
- Saravanabhava
- Ambujam – Krithis of Ambujam Krishna (Live Concert)
- Paadaravindam (Live Concert)
- Kshetradanam
- Kutcheri 2010 (Live Concert)
- Gems of Carnatic Music (Live in Concert 2004)
- Vaibhavam 2011 Set of 4 concerts recorded)